# Svenska Sportdykarförbundet
Svenska Sportdykarförbundet (SSDF) är ett specialidrottsförbund under Riksidrottsförbundet som organiserar grenarna sportdykning, undervattensrugby, fridykning och undervattensfotografering. Förbundet bildades 1958 och valdes in i Riksidrottsförbundet 1966. Förbundets kansli består av tre anställda med säte i Västervik, Malmö och Motala.
Förbundet organiserar cirka 5500 medlemmar fördelat på cirka 130 föreningar. I internationella sammanhang är SSDF anslutet som fullvärdig och exklusiv representant för Sverige till CMAS (Confédération Mondiale des Activités Subaquatiques). En världsomspännande organisation för sportdykare och undervattensaktiviteter, med 98 medlemsländer och ca 10 miljoner medlemmar. Inom fridykningen är förbundet även anslutna till AIDA International.
SSDF:s uppdrag bygger på våra medlemsföreningars verksamheter samt önskemål och förvaltas mellan årsmöten av styrelse, kansli och ett antal kommittéer. Följande återfinns i förbundets verksamhet:
- Fridykning
- Undervattensrugby
- Teknisk kommitté (Ansvar för utbildning och anpassning av CMAS dykutbildningssystem till svenska förhållanden)
- Undervattensfoto och film
- Dykkommittén (Ansvar för rekreationsdykning inom fridykning och sportdykning)
- Förbundssäkerhetsombud (Ansvar för säkerhetsfrågor och krishantering vid dykning)
- Redaktionsgrupp
- Förbundsläkare
- Prövningsnämnd

Förbundets förlag ger ut läromedel för förbundets utbud av kurser. Många av kurserna leder till CMAS internationellt erkända dykcertifikat. 
Svenska Sportdykarförbundet har sen länge ett samarbete med sina danska, finska och norska motsvarigheter där man bland annat samarbetar om utveckling av nytt utbildningsmaterial, utveckling av dykning med funktionsvariationer och idrotternas utveckling internationellt.
Vill du börja med någon av våra vattenidrotter är du välkommen att söka upp en förening nära dig via följande sida: https://www.ssdf.se/borja-dyka/hitta-forening